# 长尾鸭

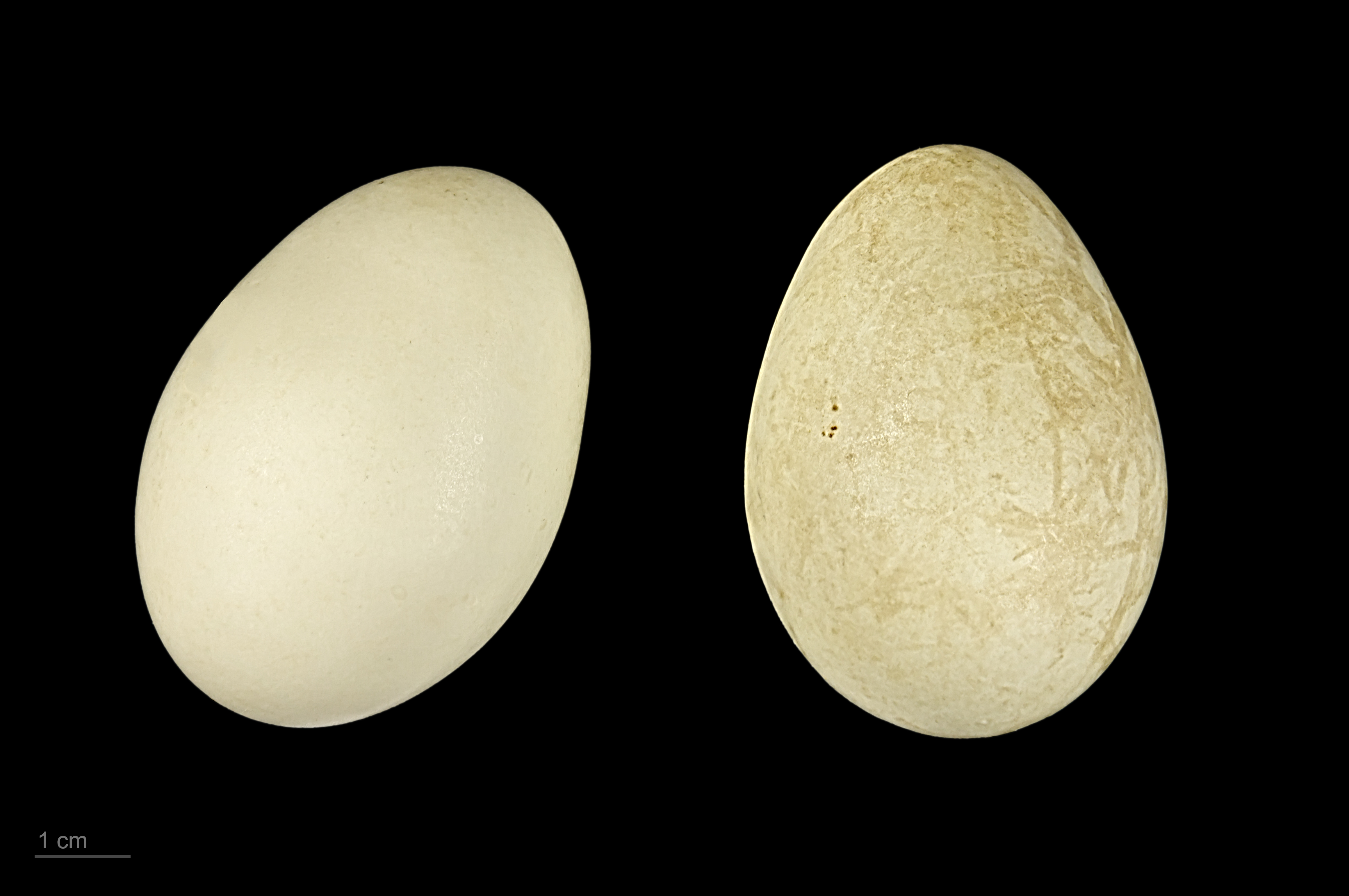
Clangula hyemalis

长尾鸭（学名：Clangula hyemalis）为鸭科长尾鸭属的唯一一种生物，俗名冰凫。是一種中型海鴨，繁殖於北極的苔原和針葉林地區，並在冬季沿著大西洋和太平洋的北部海岸線活動。它是長尾鴨屬（Clangula）中唯一的成員。

## 分類
長尾鴨由瑞典博物學家卡爾·林奈於1758年在其《第十版》中正式描述。他將其與所有其他鴨類一起歸入鴨屬（Anas），並創造了雙名法Anas hyemalis。林奈引用了英國博物學家喬治·愛德華茲於1750年在其《稀有鳥類的自然史》（A Natural History of Uncommon Birds）第三卷中描述並插圖的“來自哈德遜灣的長尾鴨”。
這種鴨現在是唯一被歸入長尾鴨屬（Clangula）的物種；該屬於1819年由英國動物學家威廉·利奇為安置長尾鴨而引入，並在約翰·羅斯尋找西北航道的航行報告附錄中提及。屬名Clangula是拉丁語clangere的縮小形式，意為“發出聲音”。種小名hyemalis，也是拉丁語，意為“冬季的”。此物種被認為是單型種——未識別出任何亞種。
在北美英語中，有時稱為oldsquaw，儘管這個名稱已經不再受歡迎。2000年，美國鳥類學家聯盟（AOU）正式採用了名稱long-tailed duck，因應一群生物學家的請願，這些生物學家擔心舊名稱會對那些在保護工作中需要幫助的美洲原住民部落構成冒犯。 AOU 表示，僅靠“政治正確性”並不足以改變一個沿用了很久的名稱，但在這種情況下，決定做出改變是因為這樣做可以“與世界其他地方的英語使用保持一致”。
在匈牙利Mátraszőlős的中中新世Sajóvölgyi組合層（晚巴登期，13–12百萬年前）中已知存在一個未描述的同屬異種。

## 分佈
分布于欧亚大陆极北部、北美洲、勘察加半岛、千岛群岛、日本、朝鲜、爱尔兰、英国、波罗的海、纽芬兰岛以及中国大陆的黑龙江、河北、天津、福建等地，主要生活於寒冷开阔和波涛汹涌的海洋。该物种的模式产地在瑞典北部。
長尾鴨在北歐亞的苔原上繁殖（例如俄羅斯的西伯利亞、堪察加半島和卡累利阿），法羅群島、芬蘭、格陵蘭南部部分地區、冰島、挪威以及北美洲的北部（阿拉斯加和加拿大北部）。
冬季，它們生活在和接近大型海域，例如北太平洋、北大西洋、哈德遜灣和美國的五大湖。

## 描述

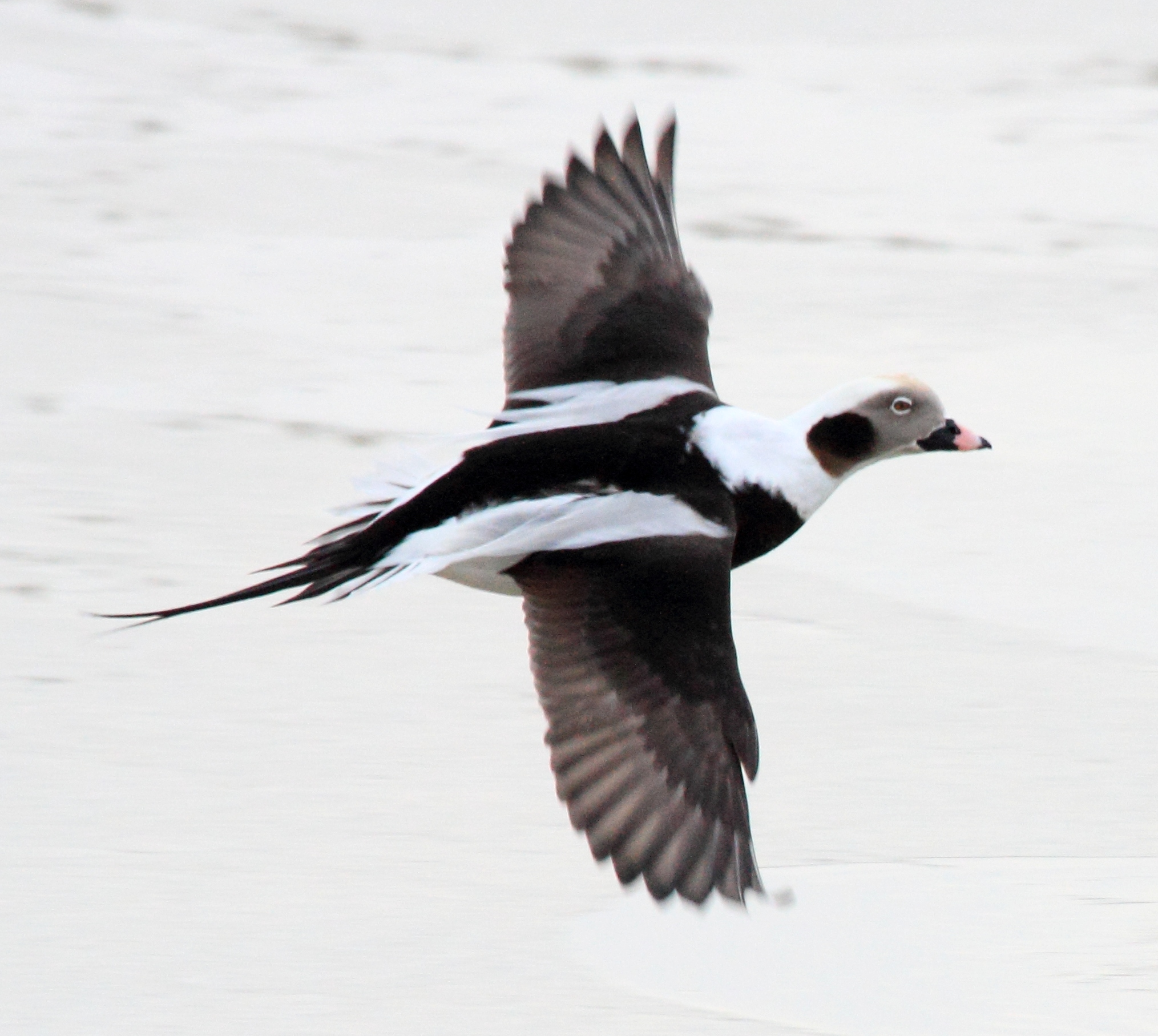
飛行中

成年鴨擁有白色的下部羽毛，而其餘的羽毛經過複雜的換羽過程。雄性鴨子有一條長而尖的尾巴（10至15 cm（3.9至5.9英寸）長）和一個被粉紅色帶子橫跨的深灰色喙。冬季，雄性鴨子有一個深色的面頰斑，頭部和頸部主要為白色，胸部為深色，身體大部分為白色。夏季，雄性鴨子的頭部、頸部和背部為深色，並帶有一個白色的面頰斑。雌性鴨子的背部為棕色，尾巴相對短而尖。冬季，雌鴨的頭部和頸部為白色，頂部為深色。夏季，頭部為深色。幼鴨在秋天的羽毛與成年雌鴨相似，但面頰斑較淡且不明顯。
| 標準測量 | 標準測量        |
| -------- | --------------- |
| 身長     | 17.029公釐      |
| 體重     | 740 g（1.63磅） |
| 翼展     | 17.031公釐      |
| 翅膀     | 17.032公釐      |
| 尾巴     | 17.033公釐      |
| 喙       | 17.034公釐      |
| 跗跖骨   | 17.035公釐      |

雄性鴨子善於發聲，並發出音樂般的悠揚叫聲ow, ow, owal-ow。

## 行為

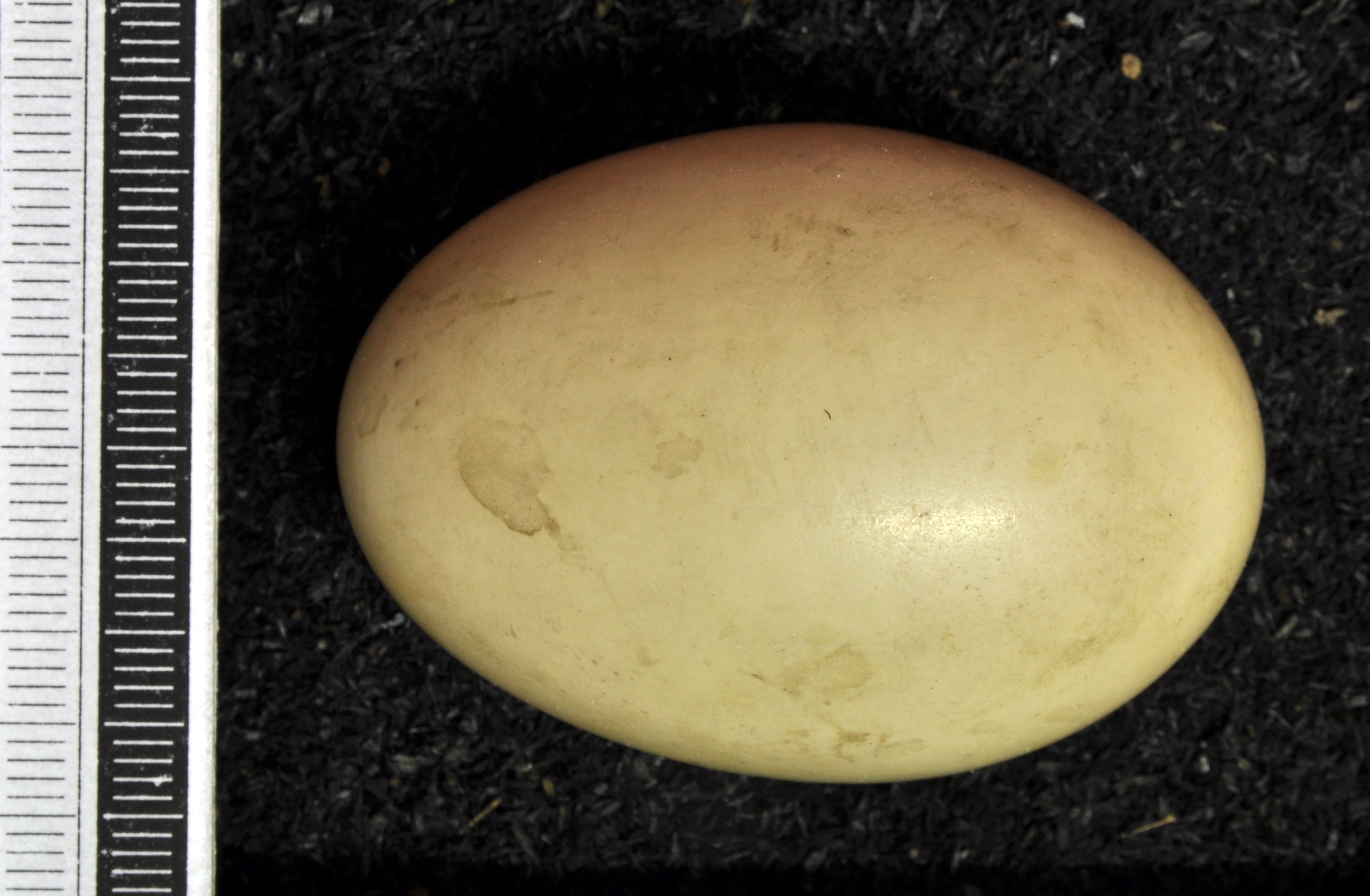
蛋, 收藏於威斯巴登博物館

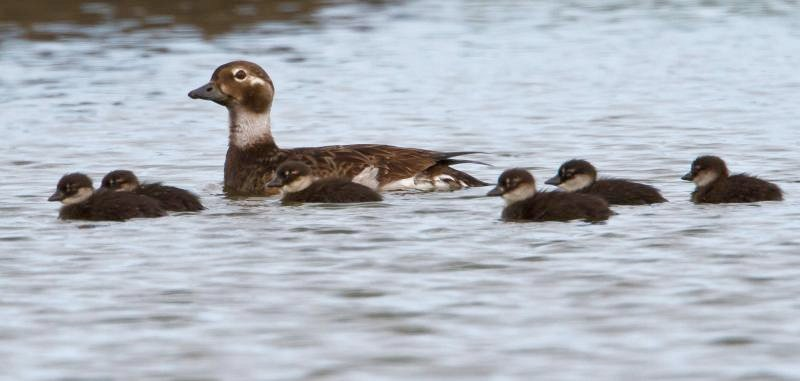
母鴨和六隻小鴨, 攝於冰島

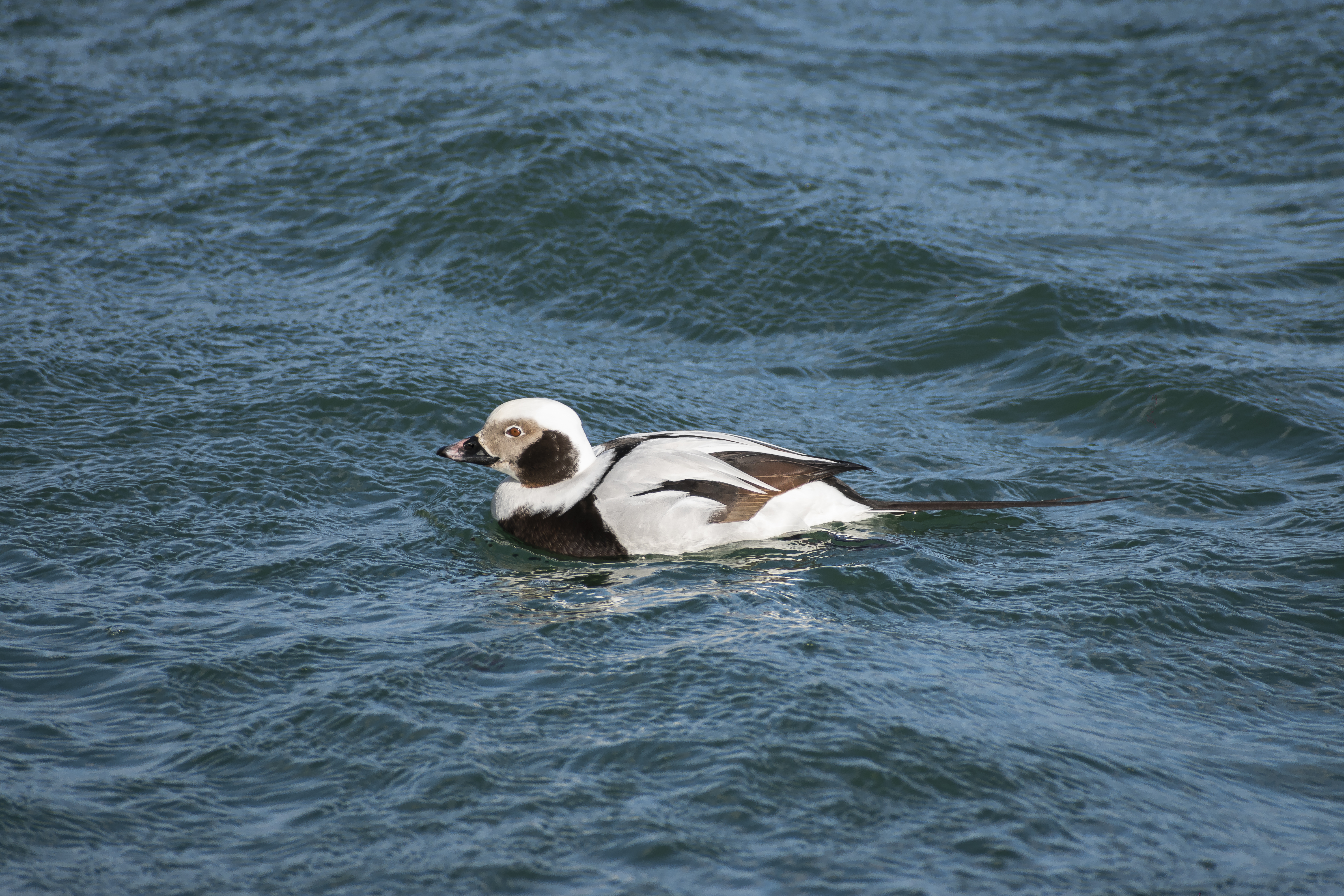
游泳, 安大略湖

### 繁殖
它們的繁殖棲地位於苔原中的水池和沼澤，但也包括北大西洋地區、阿拉斯加、加拿大北部、北歐和俄羅斯的沿海地區和大型山地湖泊。鳥巢位於靠近水的地面上，巢由植物構成，並襯以絨毛。它們是候鳥，冬季在北美洲東西海岸、五大湖、歐洲北部和亞洲沿海越冬，偶爾會出現在黑海。最重要的越冬區域是波羅的海，那裡共聚集了約450萬隻。截止2022年，它們也開始在西歐部分地區，如荷蘭的馬克瓦登繁殖。

### 食物與覓食
長尾鴨是群居動物，在冬季和遷徙期間形成大群。它們通過潛水來覓食軟體動物、甲殼類和一些小魚類。儘管通常在近水面覓食，但它們能潛水至60米（200英尺）深。根據《美國奧杜邦學會北美鳥類野外指南》，它們能潛水至80噚（146公尺或480英尺）。它們像絨鴨一樣使用翅膀潛水，使它們能比其他鴨類潛得更深。

## 狀態
在其分佈範圍的大部分地區，長尾鴨仍然受到狩獵。由於它們易於被流刺網困住，因此在波羅的海越冬的鳥類數量大幅下降。基於這些原因，國際自然保護聯盟（IUCN）將長尾鴨列為易危物種。它是非洲-歐亞遷徙水鳥保護協定（AEWA）所適用的物種之一。